# Pere Tarrés i Claret
|  | Per a altres significats, vegeu «Beat Pere». |

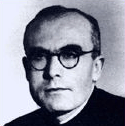
Pere Tarrés i Claret (1945)

Pere Tarrés i Claret (Manresa, 29 de maig de 1905- Barcelona, 31 d'agost de 1950) fou un metge i capellà català. És venerat com a beat per l'Església catòlica.

## Biografia
Nascut a Manresa, l'octubre de 1905 es traslladà a Barcelona, on s'instal·là a casa d'un matrimoni manresà sense fills que vivien al carrer Vallfogona de Gràcia.
El 12 de març de 1925 va pronunciar la seva primera conferència de caràcter mèdic a la seu del Centre Moral i Instructiu de Gràcia, entitat a la qual es va vincular, així com a l'Oratori de Sant Felip Neri on va tenir en el pare Joaquim Serra un orientador espiritual.

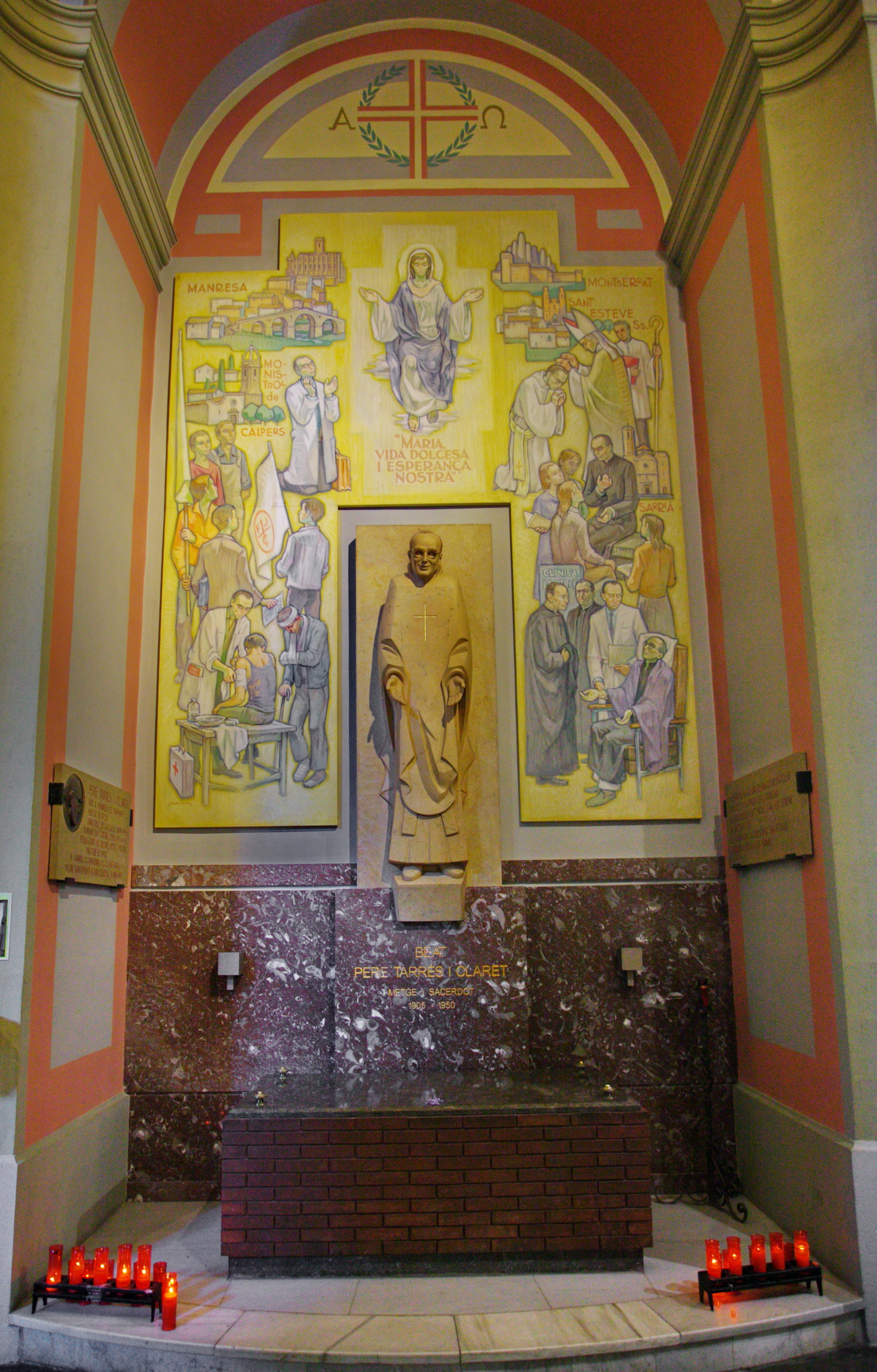
Sepultura de Pere Tarrés a Sant Vicenç de Sarrià

El 1928 va acabar la carrera de medicina. Quan a començaments de la dècada dels anys trenta s'organitzà el moviment de la Federació de Joves Cristians de Catalunya (FEJOC), Tarrés s'hi integrà i, amb el temps, es convertiria en un dels seus més destacats líders, ocupant importants responsabilitats a nivell nacional. A Gràcia va promoure el Grup Número 1 de la FEJOC, el Torras i Bages, en el si de Sant Felip Neri. Ja després de la guerra civil espanyola, durant la qual fou mobilitzat amb l'Exèrcit popular, Tarrés s'ordenà sacerdot el 30 de maig de 1942.
Va ser anomenat vicari de la parròquia de Sant Esteve Sesrovires l'any 1943.
Tarrés va desenvolupar la seva professió mèdica durant onze anys al barri de Gràcia; al de les Corts va bastir la Clínica Sanatori "Mare de Déu de la Mercè" per a atendre malalts, principalment els més necessitats, afectats de tuberculosi, malaltia molt difosa en els anys posteriors a la guerra civil.
Va morir el 31 d'agost de 1950.

## Obra
- El meu diari de guerra 1938-1939. (2004) Una descripció de la guerra escrita sobre el terreny, acompanyada de reflexions i de pregàries.[1]

## Veneració
El diumenge 5 de setembre de 2004, al santuari de la Santa Casa de Loreto, Pere Tarrés fou beatificat per l'església catòlica. La seva festivitat és el 30 de maig, aniversari de la seva ordenació sacerdotal.
Al carrer Numància 149-151 de Barcelona hi té la seu la Fundació Pere Tarrés, amb un centre de Formació al carrer Carolines número 10, una Facultat d'Educació Social i Treball Social al carrer Santaló, 37, i amb l'alberg Pere Tarrés, també situat al carrer Numància.